# Routledge Encyclopedia of Philosophy
The Routledge Encyclopedia of Philosophy — одна из двух (наряду с Encyclopedia of philosophy) крупнейших англоязычных философских энциклопедий. Выпущена также в виде базы данных для Microsoft Windows, электронной книги и сервиса коммерческого удалённого доступа.
Существуют два однотомных издания, содержащих извлечения из этой энциклопедии:
- The Concise Routledge Encyclopedia of Philosophy (1999, ISBN 978-0-415-22364-5),
- The Shorter Routledge Encyclopedia of Philosophy (2005, ISBN 978-0-415-32495-3).